# ألان بلاك (مقدم برامج إذاعية)
ألان بلاك (بالإنجليزية: Alan Black)‏ هو مقدم برامج إذاعية بريطاني، ولد في 15 يناير 1943، وتوفي في 5 مارس 2007.

## وصلات خارجية
- ألان بلاك على موقع ميوزك برينز (الإنجليزية)